# Magmakamer

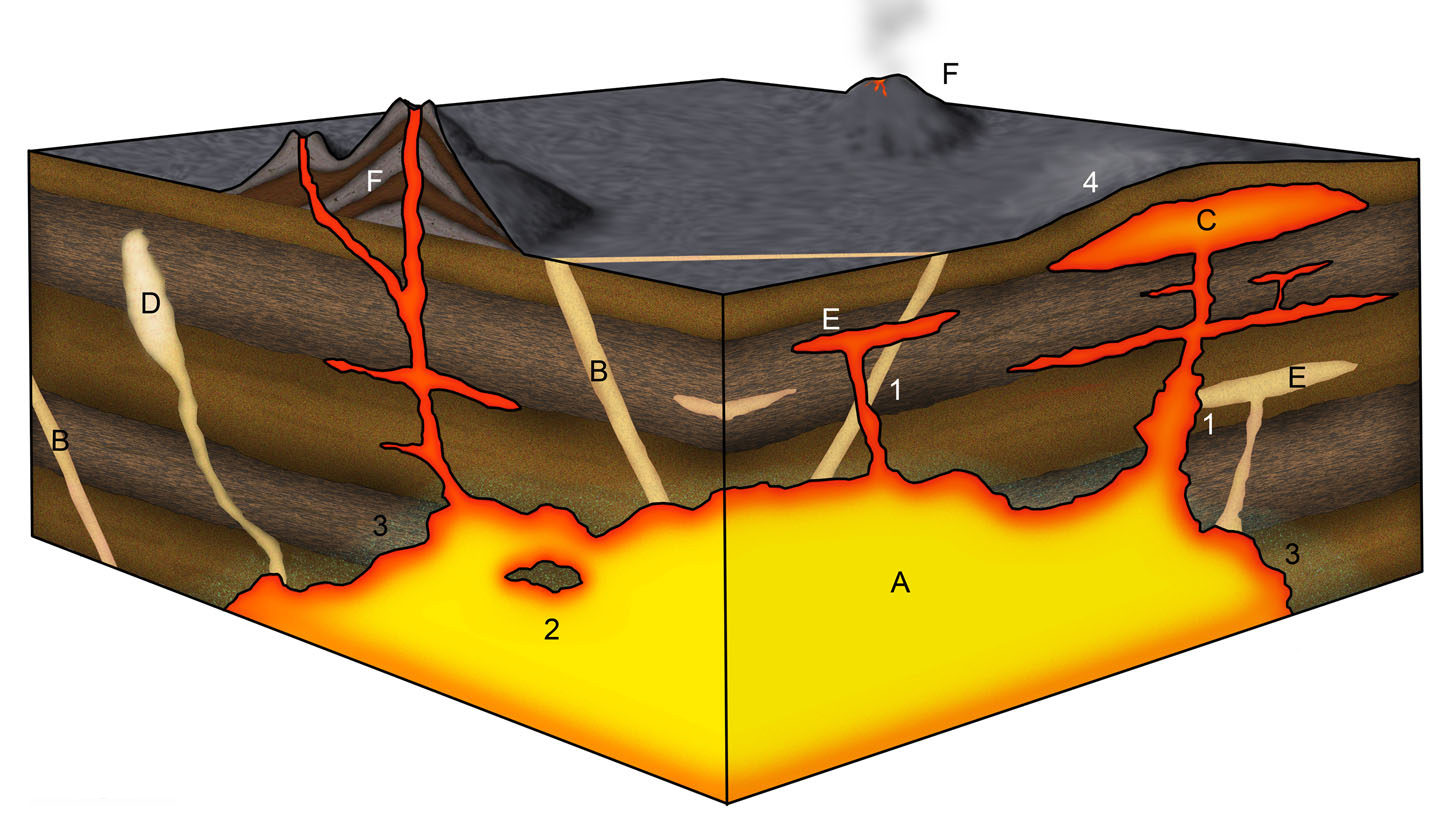
Schematische weergave van intrusielichamen in een gebied waar (felsisch) vulkanisme plaatsvindt. A = batholiet (nog niet gestold: een magmakamer); B = dike; C = laccoliet; D = pegmatiet; E = sill; F = stratovulkaan. Processen in de afbeelding: 1 = jongere intrusie snijdt door een oudere heen; 2 = xenoliet of roof pendant in een magmakamer; 3 = contactmetamorfose; 4 = aardoppervlak wordt opgeheven als gevolg van het ontstaan van een laccoliet.

Een magmakamer is een onderaards fenomeen in de vulkanologie waarbij magma zich verzamelt. Door het behoud van een bepaalde temperatuurgradiënt in de magmakamer wordt stolling van het magma voorkomen en wordt de kamer groter door aanvoer van nieuw magma uit diepere delen van de aardkorst en door kannibalisme van het omringende gesteente. Zo kunnen xenolieten (brokken omringend gesteente zichtbaar in een gestold magma) ontstaan. Als een magmakamer stolt, wordt het een batholiet genoemd.

## Vorm
Een magmakamer kent enkele uitlopers naar het aardoppervlak toe, afhankelijk van de vorm, snelheid van opstijgen en samenstelling van het magma. Stroperige (viskeuze) magma's bestaan voornamelijk uit silica. Deze zure (of felsische) magma's kunnen bijvoorbeeld een prop vormen in een vulkaanpijp. Ook kunnen deze sills (horizontale magma-opeenhopingen) of laccolieten (koepelvormige accumulaties) vormen. Magma's die makkelijker stromen vormen meestal dikes (subverticale gangen). De uiteinden van een magmakamer bevat magma dat langzaam stolt en sterk aangerijkt is in incompatibele elementen als lithium, beryllium en zirkonium. Dit wordt een pegmatiet genoemd. De magmakamer zit onder de aardkorst in de mantel.

## Thrihnukagigur
De Þríhnúkagígur is een dode vulkaan op IJsland waarvan de magmakamer niet is gestold, maar geheel is leeggelopen. Hierdoor is deze voormalige magmakamer toegankelijk voor onderzoekers.